# Karen Luna
Karen Irasema Luna de los Santo (* 12. Februar 1998 in San Nicolás de los Garza, Nuevo León) ist eine mexikanische Fußballspielerin.

## Leben

### Verein
Vor Einführung der Liga MX Femenil in der Apertura 2017 spielte Luna für die Universitätsmannschaft der Universidad Autónoma de Nuevo León (UANL) und wechselte 2017 zu den UANL Tigres, die eng mit dieser Universität verflochten sind und lehnte zugleich ein Angebot des Lokalrivalen CF Monterrey ab. Nach insgesamt 81 Spielen für die Tigres, mit denen sie insgesamt vier Meistertitel erzielte, wechselte Luna 2021 zum Club América, mit dem sie 2023 einen weiteren Meistertitel gewann.

### Nationalmannschaft
Ihre erste Berufung in die mexikanische Frauenfußballnationalmannschaft erhielt Luna für die Teilnahme an der CONCACAF W Gold Cup 2024, bei der sie in allen bisherigen fünf Spielen der Mexikanerinnen mitwirkte und zudem zwei Tore erzielte: das 3:0 zum späteren 8:0-Sieg im zweiten Gruppenspiel gegen die Dominikanische Republik und das 2:0 zum 3:2-Sieg im Viertelfinale gegen Paraguay.

## Erfolge
UANL Tigres
- Mexikanischer Meister: Clausura 2018, Clausura 2019, Guard1anes 2020, Guard1anes 2021

Club América
- Mexikanischer Meister: Clausura 2023